# Aeolus
Aeolus là một chi bọ cánh cứng trong họ Elateridae.
Chi này được xác lập năm 1829 bởi Eschscholtz.

## Các loài
Chi này có các loài:
- Aeolus abbreviatus Schwarz, 1896
- Aeolus achates Candèze, 1859
- Aeolus adustus Candèze, 1859
- Aeolus aequinoctialis Candèze, 1859
- Aeolus africanus Fleutiaux
- Aeolus amabilis (LeConte, 1853)
- Aeolus amasius Candèze, 1893
- Aeolus amicus Candèze, 1859
- Aeolus anchoralis Candèze, 1859
- Aeolus angustifrons Schwarz, 1902
- Aeolus antennatus Candèze, 1859
- Aeolus apicalis Candèze, 1859
- Aeolus apicatus Schwarz, 1906
- Aeolus apularis Candèze, 1889
- Aeolus arcticollis Candèze, 1859
- Aeolus asper (LeConte, 1884)
- Aeolus atriceps Champion, 1895
- Aeolus barbisternus Aguilar Julio, 2001
- Aeolus basalis Steinheil, 1877
- Aeolus basilaris Schwarz, 1906
- Aeolus batesi Candèze, 1859
- Aeolus bicinctus Steinheil, 1875
- Aeolus bicolor Candèze, 1889
- Aeolus bifasciatus Candèze, 1865
- Aeolus bimucronatus Champion, 1895
- Aeolus binotatus Candèze, 1859
- Aeolus biplagiatus Candèze, 1859
- Aeolus bisellatus Candèze, 1859
- Aeolus bisignatus Steinheil, 1877
- Aeolus bivittatus Kirsch, 1873
- Aeolus brevipennis Schwarz, 1900
- Aeolus brunneiventris Schwarz, 1900
- Aeolus brunneus Candèze, 1859
- Aeolus candezei Fleutiaux
- Aeolus capnurus Candèze, 1859
- Aeolus centralis Candèze, 1900
- Aeolus cibaensis Candèze, 1859
- Aeolus cinctus Candèze, 1859
- Aeolus circumcinctus Candèze, 1859
- Aeolus circumscriptus (Germar, 1824)
- Aeolus comis Candèze, 1859
- Aeolus concinnus Candèze, 1859
- Aeolus corypheus Candèze, 1859
- Aeolus cribratus Candèze, 1889
- Aeolus cribratus (LeConte, 1884)
- Aeolus crucifer Schwarz, 1906
- Aeolus cruciger Steinheil, 1875
- Aeolus cruentus Candèze, 1859
- Aeolus crux Candeze
- Aeolus cucullatus Candèze, 1859
- Aeolus curtipennis (Schwarz, 1906)
- Aeolus cylindricollis Schwarz, 1903
- Aeolus cylindricus Candèze, 1900
- Aeolus decoratus Schwarz, 1906
- Aeolus delectabilis Candèze, 1895
- Aeolus depressus Candèze, 1895
- Aeolus designatus Candèze, 1895
- Aeolus dimidiatofasciatus Schwarz, 1904
- Aeolus diminutivus Candèze, 1893
- Aeolus discicollis Candèze, 1859
- Aeolus discoidalis Schwarz, 1906
- Aeolus discoideus Champion, 1895
- Aeolus distigma Candèze, 1897
- Aeolus dorsalis Say, 1823
- Aeolus dorsiger Germar, 1844
- Aeolus dubius Candèze, 1893
- Aeolus dugesi (Candèze, 1889)
- Aeolus elegans Fabricius, 1792
- Aeolus elegans (Fabricius, 1775)
- Aeolus elegantulus Burmeister, 1875
- Aeolus facetus Candèze, 1859
- Aeolus feretrum Steinheil, 1875
- Aeolus fissus Steinheil, 1877
- Aeolus flavipennis Candèze, 1859
- Aeolus flavipes (Champion, 1895)
- Aeolus flavus Fleutiaux, 1891
- Aeolus fleutiauxi Candèze, 1893
- Aeolus frivolus Candèze, 1859
- Aeolus fumatus Champion, 1895
- Aeolus fuscatus Steinheil, 1875
- Aeolus garzoni Steinheil, 1875
- Aeolus gaudichaudi Guerin-Meneville, 1838
- Aeolus gavisus Candèze, 1893
- Aeolus goyasiensis Schwarz, 1900
- Aeolus granulatus Candèze, 1859
- Aeolus graphicus Candèze, 1859
- Aeolus grouvellei Fleutiaux, 1895
- Aeolus haemorrhoidalis Champion, 1895
- Aeolus hexastigma Champion, 1895
- Aeolus ichnographicus Candèze, 1859
- Aeolus indistinctus Schwarz, 1906
- Aeolus inquietus Candèze, 1893
- Aeolus interruptus Schwarz, 1906
- Aeolus intricatus Candèze, 1859
- Aeolus jeanneli Fleutiaux
- Aeolus krugi Schwarz, 1906
- Aeolus lateralis Steinheil, 1874
- Aeolus latifasciatus Schwarz, 1906
- Aeolus laureatus Candèze, 1893
- Aeolus lepidulus Schwarz, 1906
- Aeolus lepidus Candèze, 1859
- Aeolus leprieuri Candèze, 1859
- Aeolus liberalis Candèze, 1897
- Aeolus lineatus Candèze, 1859
- Aeolus litoris Wolcott, 1936
- Aeolus livens (LeConte, 1853)
- Aeolus livens Candèze, 1881
- Aeolus longicollis Schwarz, 1906
- Aeolus longicornis Schwarz, 1900
- Aeolus macer Candèze, 1859
- Aeolus macilentus Candèze, 1897
- Aeolus maculatus Degeer, 1774
- Aeolus mannerheimi Candèze, 1859
- Aeolus manni Hyslop, 1916
- Aeolus marginatus Champion, 1895
- Aeolus mauricei Fleutiaux
- Aeolus medianus Schwarz, 1906
- Aeolus mediofasciatus Schwarz, 1903
- Aeolus melanurus Candèze, 1859
- Aeolus melinostictus Candèze, 1859
- Aeolus melliculus Candèze, 1859
- Aeolus mellillus Say, 1836
- Aeolus meridionalis (Champion, 1895)
- Aeolus minarum Steinheil, 1875
- Aeolus minimus Candèze, 1893
- Aeolus minor (Schwarz, 1903)
- Aeolus minutissimus Candèze, 1893
- Aeolus minutus Cobos, 1970
- Aeolus mniszechi Candèze, 1889
- Aeolus multisignatus Steinheil, 1877
- Aeolus mundicollis Candèze, 1859
- Aeolus nanus Fleutiaux
- Aeolus nigriceps Schwarz, 1906
- Aeolus nigrinus Candèze, 1859
- Aeolus nigritulus Champion, 1895
- Aeolus nigriventris (Schaeffer, 1917)
- Aeolus nigrofasciatus Schwarz, 1902
- Aeolus nigromaculatus (Drapiez, 1819)
- Aeolus nobilis Candèze, 1878
- Aeolus oberndorfferi Schwarz, 1903
- Aeolus obliquus Candèze, 1859
- Aeolus octoguttatus Candèze, 1859
- Aeolus opacus Candèze, 1889
- Aeolus orpheus Candèze, 1859
- Aeolus otti Candèze, 1859
- Aeolus ovipennis Champion, 1895
- Aeolus palliatus Candèze, 1897
- Aeolus panamensis Champion, 1895
- Aeolus parallelus Schwarz, 1902
- Aeolus parvulus Schwarz, 1903
- Aeolus pectoralis Candèze, 1881
- Aeolus perversus (Brown, 1933)
- Aeolus pictus (Steinheil, 1874)
- Aeolus pictus Candèze, 1859
- Aeolus platynotus Candèze, 1859
- Aeolus polleti Girard, 1971
- Aeolus polygrammus Candèze, 1859
- Aeolus posticus Candèze, 1859
- Aeolus praestans Candèze, 1859
- Aeolus proletarius Erichson, 1848
- Aeolus puerulus Candèze, 1859
- Aeolus pulchellus Candèze, 1859
- Aeolus pullatus (Candèze, 1859)
- Aeolus pusillus Candèze, 1859
- Aeolus pustulatus Schwarz, 1906
- Aeolus pyroplabtus Berg, 1892
- Aeolus quadriguttatus Candèze, 1859
- Aeolus quadrimaculatus Candèze, 1859
- Aeolus quinarius Candèze, 1897
- Aeolus quintus Candèze, 1859
- Aeolus reniger Candèze, 1859
- Aeolus retrofasciatus Candèze, 1859
- Aeolus rodriguezi Candèze, 1889
- Aeolus rubripennis Candèze, 1889
- Aeolus ruficeps Candèze, 1859
- Aeolus rugipennis Champion, 1895
- Aeolus sahlbergi Candèze, 1859
- Aeolus sanguinicollis Candèze, 1859
- Aeolus saulcyi Guerin-Meneville, 1838
- Aeolus scitus Candèze, 1859
- Aeolus scriptus Fabricius, 1801
- Aeolus scriptus (Fabricius, 1801)
- Aeolus scutellatus Schaeffer, 1917
- Aeolus scutellatus (Schaeffer, 1917)
- Aeolus selliger Candèze, 1859
- Aeolus sexguttatus Candèze, 1859
- Aeolus sexmaculatus Schwarz, 1902
- Aeolus sexnotulatus Candèze, 1859
- Aeolus sexplagiatus Schwarz, 1902
- Aeolus sexpustulatus Schwarz, 1906
- Aeolus sigillatus Candèze, 1859
- Aeolus signatipennis Candèze, 1859
- Aeolus signatus Schwarz, 1902
- Aeolus signifer Candèze, 1859
- Aeolus simiolus (Candèze, 1859)
- Aeolus simoni Fleutiaux, 1891
- Aeolus singularis Cobos, 1970
- Aeolus sordidus Schwarz, 1906
- Aeolus steinheili Candèze, 1881
- Aeolus stolatus Candèze, 1865
- Aeolus subornatus (Schaeffer, 1917)
- Aeolus suturellus Candèze, 1889
- Aeolus terminatus Schwarz, 1906
- Aeolus testudineus Champion, 1895
- Aeolus theridii Hickman, 1967
- Aeolus thoracicus (Schaeffer, 1917)
- Aeolus thoracicus Candèze, 1859
- Aeolus trachypygus Candèze, 1859
- Aeolus trifasciatus Steinheil, 1875
- Aeolus trilineatus Candèze, 1859
- Aeolus trimaculatus Champion, 1895
- Aeolus tripartitus Champion, 1895
- Aeolus trisignatus Fleutiaux, 1891
- Aeolus tropicalis Champion, 1895
- Aeolus umbratus Schwarz, 1906
- Aeolus undulatus Candèze, 1859
- Aeolus unicolor Candèze, 1881
- Aeolus unifasciatus Fabricius, 1801
- Aeolus ustulatus Candèze, 1859
- Aeolus variabilis Fleutiaux, 1891
- Aeolus variegatus Curtis, 1839
- Aeolus variegatus Schwarz, 1902
- Aeolus variolatus Candèze, 1878
- Aeolus ventricosus Candèze, 1897
- Aeolus venustus Schwarz, 1903
- Aeolus vermiculatus Champion, 1895
- Aeolus verruculosus Candèze, 1859
- Aeolus virgatus Schwarz, 1903
- Aeolus virgulatus Candèze, 1859
- Aeolus vittatus Candèze, 1859
- Aeolus vulneratus (Candèze, 1881)
- Aeolus yucatanus Champion, 1895